# Вале Јоро (Рим)
Вале Јоро је насеље у Италији у округу Рим, региону Лацио.
Према процени из 2011. у насељу је живело 432 становника. Насеље се налази на надморској висини од 212 м.